# ニコラ・サーラ
ニコラ・サーラ（Nicola Sala, 1713年4月7日 - 1801年8月31日）は、イタリアの作曲家、音楽理論家。

## 生涯
サーラはトッコ・カウディオに生まれた。彼は1732年から1740年にかけて、ナポリのピエタ・デイ・トゥルキーニ音楽院において、ニコラ・ファーゴとレオナルド・レーオの下で研鑽を積んだ。彼の最初の作品と目されるのがオペラ「Vologeses」であり、1737年にローマで初演された。1745年にはレーオの跡を継いでロイヤル・チャペルの楽長職に就いた。サン・カルロ劇場で上演された彼の作品の中でも、「Zenobia」は好評を博した。彼は他にもオペラ、オラトリオ、ミサ曲、カンタータなどを作曲している。
サーラはナポリの重要な音楽指導者の1人であった。彼は母校の音楽院で47年間教鞭を執ったが、1787年には副学長に就任、さらに1793年から1799年には学長を務めた。彼の門下には多くの作曲家がおり、フェルディナンド・オルランディやアンブロジオ・ミノーヤなどがその一例である。彼は学術論文の執筆もいくつか行っており、「対位法実践の規則 Regole del contrappunto pratico」は1794年にナポリで出版された。また、彼は職務の傍ら、献身的に良質の出版譜の収集に努めた。彼はナポリで没している。
近年、彼の作品がベネヴェントの音楽院で発見された。ナポリ、ローマ、パリの大学の古文書解読者とラテン語学者の協力により、毎年彼のオペラやオラトリオが上演されている。

## 主要作品

### オペラ
- Vologeso （オペラ・セリア、アポストロ・ゼーノ台本、1737年、ローマ）
- La Zenobia （オペラ・セリア、ピエトロ・メタスタージオ台本、1761年、ナポリ）
- Demetrio （オペラ・セリア、ピエトロ・メタスタージオ台本、1762年、ナポリ）
- Merope （オペラ・セリア、アポストロ・ゼーノ台本、1769年、ナポリ）

### 他のジャンル
- Giove, Pallade, Apollo （カンタータ、1763年、ナポリ）
- Il giudizio d'Apollo （セレナード、Giovanni Fenizia台本、1768年、ナポリ）
- Erto, Ebone, Arminio （カンタータ、1769年ん、ナポリ）
- La bella eroina （プロローグ、1769年、ナポリ）
- Varie アリア
- Judith seu Bethuliae liberatio-Giuditta ossia La Betulia liberata （オラトリオ、台本作者未詳、2007年、ベネヴェント）

### 理論書
- Regole del contrappunto pratico （1794年、ナポリ）
- Principi di contrappunto
- Elementi per ben suonare il cembalo
- Disposizione a tre per introduzione alle fughe di tre parti
- Il modo di disporre a tre sopra la scala diatonica
- Disposizioni imitate a soggetto e contrasoggetto
- Fughe con soggetto e contrasoggetto a suono plagale